# (13642) Ricci
(13642) Ricci  es un asteroide perteneciente al cinturón de asteroides, descubierto el 19 de abril de 1996 por Paul G. Comba desde el Observatorio de Prescott, en Estados Unidos.

## Designación y nombre
Ricci se designó inicialmente como 1996 HX.
Más adelante fue nombrado en honor al matemático italiano Gregorio Ricci-Curbastro (1853-1925).

## Características orbitales
Ricci orbita a una distancia media del Sol de 3,0250 ua, pudiendo acercarse hasta 2,5412 ua y alejarse hasta 3,5088 ua. Tiene una excentricidad de 0,1599 y una inclinación orbital de 6,2044° grados. Emplea en completar una órbita alrededor del Sol 1921 días.

## Características físicas
Su magnitud absoluta es 13,6. Tiene 9,845 km de diámetro. Su albedo se estima en 0,087. El valor de su periodo de rotación es de 3,076 h.